# قلعه کهنه پیوه ژن
قلعه کهنه پیوه ژن مربوط به اواخر دوران‌های تاریخی پس از اسلام است و در شهرستان مشهد، بخش احمدآباد، روستای پیوه ژن واقع شده و این اثر در تاریخ ۷ مهر ۱۳۸۱ با شمارهٔ ثبت ۶۳۵۶ به‌عنوان یکی از آثار ملی ایران به ثبت رسیده است.